# André Catry
André Catry, född 20 juni 1965 i Drammen, är en svensk IT-säkerhetsexpert och prisbelönad hackare.

## Biografi
Catry växte upp i Antwerpen i Belgien och flyttade till Sverige på 1970-talet. Han gick tekniskt gymnasium i Katrineholm och lyckades sätta upp "fake-inlogg" på flera datorer och få åtkomst till skolans servrar. Han fortsatte att skaffa sig kunskaper och färdigheter om svagheter i datorsystem parallellt med att han bland annat var departementssekreterare vid Regeringskansliet mellan 1995 och 2000, senior safety consultant vid datasäkerhetsfirman Ekelöw AB 2000–2005 samt utförde konsultuppdrag för amerikanska flottan och svenska försvarsmakten. Höjdpunkten på hans hacker-karriär var när han år 2004 deltog i det stora hacker-konventet DEF CON(en) i Las Vegas och vann utmärkelsen "Black badge".
Mellan 2005 och 2016 arbetade han i det egna företaget Bitsec AB, och mellan 2017 och 2020 som strategic advisor i Nixu corporation. Sedan 2020 är han senior advisor inom IT-/informationssäkerhet och cyberrisk vid advokatfirman Kahn Pedersen.
2022 startade han industrigruppen C-Resiliens AB tillsammans med Nils-Olof Ekelöw, Björn Weigel och Henrik Dillman, med fokus på att säkerställa Digital Suveränitet. Initialt bestod gruppen av dotterbolagen Mollitiam AB och Nationellt SensorSystem AB men 2023 tog C-Resiliens AB in kapital från Formica Capital AB och Nicklas Storåkers Intressenter AB samt förvärvade Tutus Data AB som nu ingår som ett tredje dotterbolag.
Han har successivt genomgått högskolekurser i datavetenskap och juridik, samt certifiering för olika programvaror samt CCFP - Certified Cyber Forensics Professional - European Union som bekräftar expertis som dataforensiker.
Han har på debattplats förordat att staten borde skapa säker e-legitimation för alla, och inte överlåta en så samhällskritisk tjänst till privata aktörer. Han har också påtalat problematiken med molntjänster som står under kontroll av utländsk lag.
Catry gav 2021 ut romanen Honungsapan, med förhoppningen att väcka folks medvetande om möjliga cyberattacker. I boken sker sabotage mot elnät och datacenter som lamslår kommunikation mellan regeringen, polis och militär, där teknik och metoder är tagna ur verkligheten. Bokens titel är sammansatt av orden honungsfälla, en fälla för att locka in offer, och kodapa, vardaglig beteckning på person med hacker- och datakunskaper.
2022 gavs boken Tigerögat ut och 2023 kom Solroskoden.

## Utmärkelser
- 2004 – Utmärkelsen "Black Badge" i hacker-konventet DEF CON i Las Vegas
- 2021 – Adlibrispriset, "Årets debut" för Honungsapan.[7]